# 각막 신생혈관증식

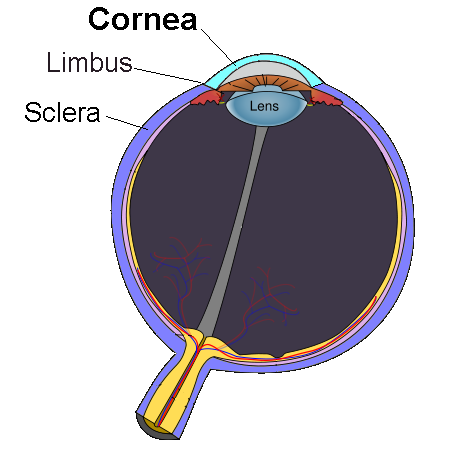
위의 Corena가 각막이다.

각막 신생혈관증식(角膜新生血管增殖, Corneal neovascularization), 각막혈관신생(角膜血管新生), 또는 간단히 각막 신생혈관(角膜新生血管)은 각막 주위의 총(叢)의 신혈관들이 무혈관 각막 조직으로 성장하여 산소 결핍을 일으키는 질병이다.

## 병인
각막 신생혈관증식의 가장 흔한 병인들 가운데 하나가 콘택트 렌즈의 착용이다. 특히 HEMA(2-hydroxyethyl methacrylate)와 같은 오래된 히드로젤 물질로 만들어진 렌즈를 날마다, 지속적으로 착용할 경우 그러하다.

## 치료
콘택트 렌즈와 관련된 저산소증의 경우, 각막 신생혈관증식이 의료인에 의하여 치료될 때까지 콘택트 렌즈의 착용을 중단하는 것이 첫 단계이다.

## 합병증
각막 신생혈관증식이 많이 진척된 경우, 시야를 위협할 수 있으며 콘택트 렌즈 환자에게는 정기적인 안과 검사가 권고된다.